# BRIT Awards 2013
La XXXIII edizione dei BRIT Awards si tenne il 20 febbraio 2013 per la terza volta presso l'O2 Arena di Londra. Lo show fu condotto per la terza volta da James Corden.

## Esibizioni
- Muse – Supremacy
- Robbie Williams – Candy
- Justin Timberlake – Mirrors
- Taylor Swift – I Knew You Were Trouble
- One Direction – One Way or Another (Teenage Kicks)
- Ben Howard – Only Love
- Mumford & Sons – I Will Wait
- Emeli Sandé – Clown e Next to Me

## Vincitori
Di seguito è elencata la lista di tutti gli artisti premiati.
- Cantante maschile britannico: Ben Howard
- Cantante femminile britannica: Emeli Sandé
- Gruppo britannico: Mumford & Sons
- MasterCard British album: Emeli Sandé - Our Version of Events
- Singolo britannico: Adele – Skyfall
- Rivelazione britannica: Ben Howard
- Cantante internazionale maschile: Frank Ocean
- Cantante internazionale femminile: Lana Del Rey
- Gruppo internazionale: The Black Keys
- Premio della critica: Tom Odell
- Premio al produttore: Paul Epworth
- Esibizione: Coldplay
- Successo globale: One Direction